# Plagiogrammaceae
Famille
Les Plagiogrammaceae sont une famille d'algues de l'embranchement des Bacillariophyta (Diatomées), de la classe des Bacillariophyceae et de l’ordre des Plagiogrammales.

## Étymologie
Le nom de la famille vient du genre type Plagiogramma, de plagio-, oblique, et -gramm, « raie, ligne ».

## Description
Le genre type Plagiogramma présente, en « vue de ceinture », des cellules rectangulaires-tabulaires, sans bandes intercalaires ni septa. Les valves sont linéaires ou lancéolées, parfois à bords ondulés, avec des côtes qui pénètrent plus ou moins profondément dans la partie interne de la cellule sous forme de pseudosepta. On note habituellement la présence de deux paires de côtes, l'une près du centre, l'autre près de l'extrémité de la valve. La paroi cellulaire montre des nervures transapicales (qui traverse les apex) et longitudinales plus ou moins délicates au moyen desquelles la membrane est aréolée. Des point (puncta) et des aréoles sont disposés en rangées longitudinales régulières.

## Liste des genres
Selon AlgaeBase (25 mai 2022) :
- Coccinelloidea Chunlian Li, Górecka & Witkowski, 2020
- Dimeregramma Ralfs, 1861
- Dimeregrammopsis M.Ricard, 1987
- Glyphodesmis Greville, 1862
- Neofragilaria Desikachary, Prasad & Prema, 1987
- Orizaformis A.Witkowski, Chunlian C.L.Li & M.P.Ashworth, 2015
- Plagiogramma Greville, 1859  genre type
- Psammogramma Shin.Sato & Medlin, 2008
- Psammoneis Shin.Sato, Kooistra & Medlin, 2008
- Talaroneis Kooistra & De Stefano, 2004

## Systématique
Le nom correct complet (avec auteur) de ce taxon est Plagiogrammaceae De Toni, 1890.